# Juan Barjola
Juan Galea Barjola (Torre de Miguel Sesmero, Badajoz, 19 de septiembre de 1919 - Madrid, 21 de diciembre de 2004) fue un pintor español cuya obra oscila entre la abstracción y un expresionismo representativo distintivo. Aunque algunos críticos han utilizado el término "tremendista" para describir su trabajo,  el historiador de arte Joaquín De la Puente argumenta que este término no es adecuado, ya que, según él, la obra de Barjola no busca asustar de manera deliberada. Recibió numerosos premios, incluida la Medalla de Extremadura en 1991, la Medalla de Oro Eugenio d'Ors en 1963 y el Premio Nacional de Artes Plásticas en 1985.
Su obra, que incluye una famosa serie de litografías titulada "Tauromaquia", está influenciada por las tensiones y traumas de la guerra civil española y refleja un compromiso con la exploración y la reinvención continuas. Barjola donó gran parte de su obra al Museo Juan Barjola en Gijón, donde su legado artístico sigue vivo hoy en día.

## Biografía
Tras una primera formación artística con el tallista Genaro Remedios y el pintor Julio Núñez, se matriculó en la Escuela de Artes y Oficios de Badajoz. Barjola ve marcada su experiencia temprana por la guerra civil y por un entorno de beligerancia mundial que influyó profundamente en su arte. Concluida la contienda, en 1943 se trasladó a Madrid, donde ingresó como alumno libre en la Escuela de Bellas Artes de San Fernando y en la Escuelas de Artes y Oficios de la calle de la Palma, con José Nogués entre el profesorado.
Alternando trabajos de tallista con la pintura, en 1950 fue premiado con la Medalla de Dibujo en la Exposición Nacional de Bellas Artes y en 1957 hizo su primera exposición individual en la Galería Abril de Madrid. En 1960 obtuvo una beca de la Fundación Juan March y viajó a París y Bélgica.En 1963 la crítica le concedió la Medalla de Oro Eugenio d'Orsy en la Exposición Nacional de 1968 obtuvo el Premio Nacional de Dibujo. En ese periodo expuso obra en el Ateneo de Madrid (1960), la Bienal de Sao Paulo, el Museo de Bellas Artes de Bilbao, y salas como la Galería Biosca (Madrid) y la Galería Altamira (Oviedo). Finalmente, en 1985 su obra fue reconocida con el Premio Nacional de Artes Plásticas.
En 1988, con motivo de la inauguración en Gijón de su museo, donó a la institución gran parte de su obra. Recibió el Premio Nacional de Artes Plásticas en 1985 y el Premio Tomás Francisco Prieto, de la Fábrica Nacional de Moneda y Timbre en 2001. Barjola falleció en Madrid a los 85 años de edad.

## Obra y crítica

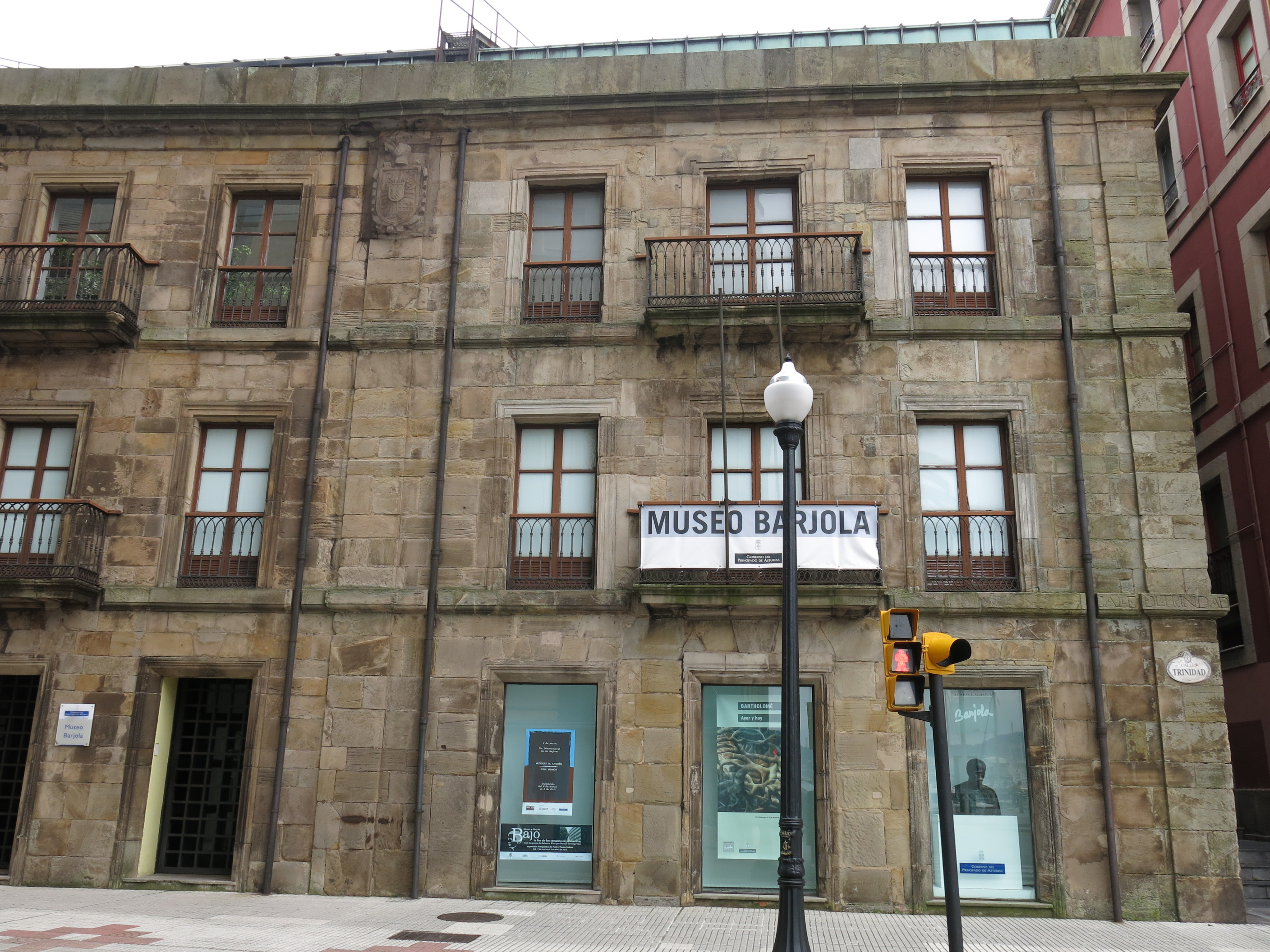
El museo Barjola en el Palacio de los Jove-Huergo de Gijón (España).

En una entrevista concedida al diario El País y titulada "Soy hijo de la España profunda", Juan Barjola, quien ha abordado una amplia variedad de temas en su extensa carrera de 83 años, encabezaba su discurso diciendo:

Soy hijo de la España profunda y los cromosomas no se cambian.
Juan Barjola

Juan Barjola experimentó una continua evolución estilística. Desde sus inicios en 1934 con dibujos de reproducciones, progresó hacia una fase intensa de interpretación de grandes maestros y bodegones en 1943. Esta evolución prosiguió con un estilo más naturalista y matices expresionistas hacia 1946. A finales de la década de 1950, se adentró en el cubismo y el expresionismo, adoptando la "nueva figuración" hacia 1959. Los años 70 se destacaron por su exploración del informalismo y la incorporación de elementos del Pop Art, utilizando espejos para fragmentar el espacio, evidenciando su dominio del color y la forma. En la década de 1980, su paleta se suavizó, dirigiéndose a un surrealismo más abstracto. En 1985, su obra destacó por un enfoque en la expresión, centrándose en el acto de pintar, evidenciando un camino de continua exploración y reinvención.

### Tauromaquia
Aunque Juan Barjola es principalmente conocido por su trabajo en la pintura, también se destacó en el campo de la litografía, donde su aporte y influencia son palpables. Siguiendo de manera personal la estela de grandes figuras históricas del arte como Francisco de Goya, Juan Barjola aportó su forma de entender las técnicas del grabado.
Es notable su serie de 20 litografías en colores estampadas a mano titulada "Tauromaquia", inspirada en versos de Rafael Alberti. Esta obra combina el verso de Alberti con un estilo de Juan Barjola que muchos describen como neorrealista, presentando una creación que, aunque clásica, revela un mundo oscuro y degradado.
El artista empleó técnicas litográficas que buscan representar aspectos del toreo más allá de lo meramente visual, ofreciendo una nueva perspectiva del toreo. En "Tauromaquia", Juan Barjola compara la vida humana con una plaza de toros, resaltando el dilema constante entre la gloria y anonimato, el triunfo o el fracaso.Utilizando imágenes marcadas, su obra ha sido descrita por algunos como estéticamente impactante.
Evitando el momento triunfal, Juan Barjola optó por enfocarse en escenas de furia e instantaneidad, estableciendo una conexión con el Guernica de Pablo Picasso, viendo en ella una representación de la violencia en el contexto taurino, resaltando especialmente la representación de la cabeza del caballo como un símbolo potente de dolor y violencia.
Su obra puede encontrarse –además de en el Museo Juan Barjola– en pinacotecas como el Museo Centro Nacional de Arte Reina Sofía, el Museo de Bellas Artes de Bilbao, el Museo de Bellas Artes de Asturias, Museo Extremeño e Iberoamericano de Arte Contemporáneo, el Museo de la Solidaridad de Chile, el IVAM; y en colecciones como las de Aena, Telefónica y Eusebio Sempere de Alicante.